# Grande roue de Brighton
La grande roue de Brighton (Brighton Wheel en anglais) est une grande roue installée en bord de mer dans la ville de Brighton, dans le Sussex de l'Est, en Angleterre, Royaume-Uni. Elle est ouverte au public depuis octobre 2011. Elle a couté 6 millions de livres sterling, soit environ 7 millions d'euros.

## Références

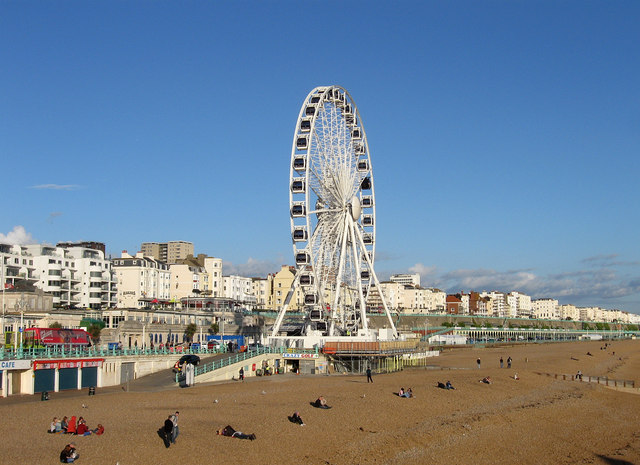
La grande roue de Brighton